# Rakovîci, Radomîșl
Rakovîci (în ucraineană Раковичі) este localitatea de reședință a comunei Rakovîci din raionul Radomîșl, regiunea Jîtomîr, Ucraina.

## Demografie
Componența lingvistică a localității Rakovîci
     Ucraineană (97,3%)
     Rusă (2,7%)
Conform recensământului din 2001, majoritatea populației localității Rakovîci era vorbitoare de ucraineană (97,3%), existând în minoritate și vorbitori de rusă (2,7%).